# Черников, Иван Николаевич
Иван Николаевич Черников (1910 — 1978) — капитан Рабоче-крестьянской Красной Армии, участник Великой Отечественной войны, Герой Советского Союза (1946).

## Биография
Родился 20 августа 1910 года в селе Чёрная Курья (ныне — Мамонтовский район Алтайского края). После окончания пяти классов школы работал в сельском хозяйстве. В 1932—1936 годах проходил службу в Рабоче-крестьянской Красной Армии. В 1941 году Черников повторно был призван на службу в армию. В сентябре того же года ускоренным курсом он окончил Томское артиллерийское училище и был направлен на фронт. В боях три раза был ранен.
К апрелю 1945 года старший лейтенант Иван Черников командовал батареей 76-мм пушек 990-го стрелкового полка, 230-й стрелковой дивизии, 9-го стрелкового корпуса, 5-й ударной армии, 1-го Белорусского фронта. Отличился во время штурма Берлина. 22 апреля — 2 мая 1945 года батарея Черникова поддерживала огнём своих орудий действия пехоты, уничтожив 3 артиллерийские и 2 миномётные батареи, 18 пулемётных точек, более 100 вражеских солдат и офицеров.
Указом Президиума Верховного Совета СССР от 15 мая 1946 года за «отвагу и героизм, проявленные при взятии Берлина», старший лейтенант Иван Черников был удостоен звания Героя Советского Союза с вручением ордена Ленина и медали «Золотая Звезда» за номером 6944.
После окончания войны в звании капитана был уволен в запас. Проживал и работал в Алтайском крае. Умер 8 марта 1978 года, похоронен в селе Черёмушкино Залесовского района Алтайского края.
Был также награждён орденами Отечественной войны 1-й степени и Красной Звезды, рядом медалей.